# Cold case à l'ONU
Pour plus de détails, voir Fiche technique et Distribution.
Cold case à l'ONU (Cold case Hammarskjöld) est un film documentaire réalisé par Mads Brügger, sorti en 2019. Il émet la théorie d'une responsabilité d'un service paramilitaire, le SAIMR, dans la mort en 1961 du Secrétaire général de l'ONU Dag Hammarskjöld et dans la propagation du Sida en Afrique. Les théories développées sont jugées peu vraisemblables.   

## Synopsis

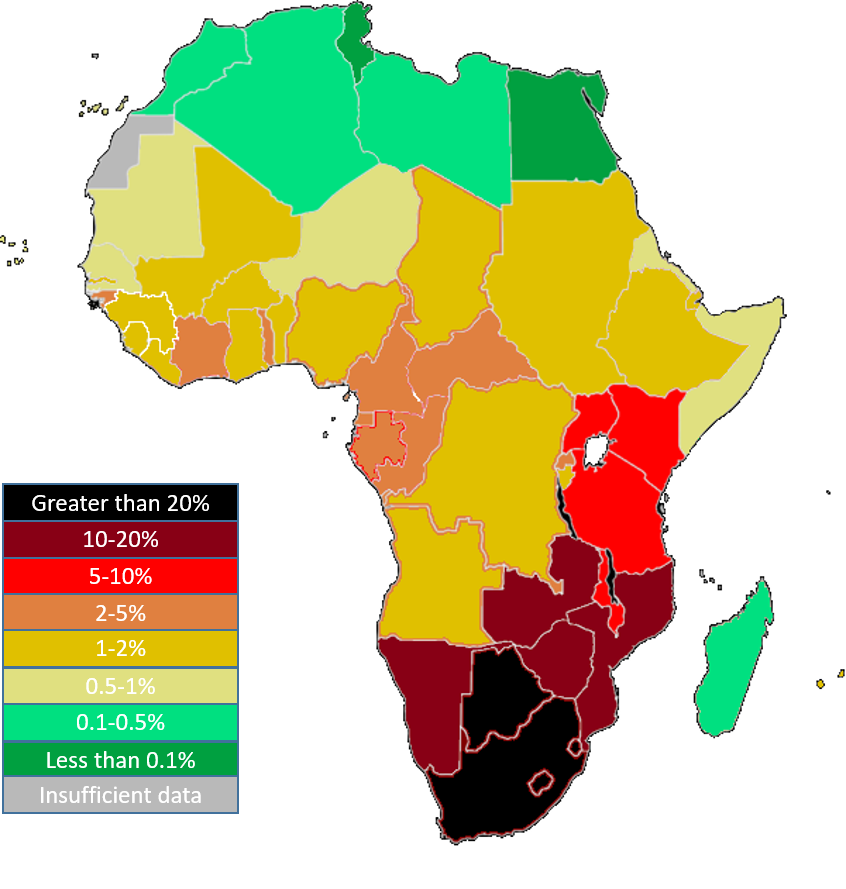
Prévalence du VIH en Afrique en 2021

Le film est une enquête sur l'accident du DC-6 des Nations unies à Ndola ayant entraîné la mort du Secrétaire général de l'ONU Dag Hammarskjöld le 18 septembre 1961 en Rhodésie du Nord (actuelle Zambie). Dag Hammarskjöld est un des grands acteurs de la Crise congolaise. Hammarskjöld cherchait à protéger la République démocratique du Congo, nouvellement indépendante, des ingérences de mercenaires blancs recrutés par des sociétés minières pour déstabiliser le pays. Les Casques bleus avaient été envoyés les combattre. En réaction, l'avion d'Hammarskjöld pourrait avoir été abattu par le South African Institute for Maritime Research (SAIMR), une organisation de suprémacistes blancs travaillant dans l'intérêt du régime Apartheid et du Royaume-Uni.
Après avoir recontextualisé la mort tragique de Dag Hammarskjöld, le film s'intéresse aux cliniques médicales qui auraient été mises en places par le SAIMR en Afrique du Sud. Il accuse ce réseau de cliniques d'avoir propagé intentionnellement le VIH/sida dans les populations africaines noires en Afrique australe et en Afrique de l'Est.

## Fiche technique
- Titre : Cold case à l'ONU
- Titre original : Cold case Hammarskjöld
- Réalisation : Mads Brügger
- Scénario : Mads Brügger
- Musique : John Erik Kaada
- Photographie : Tore Vollan
- Montage : Nicolás Nørgaard Staffolani
- Production : Andreas Rocksén
- Société de production : Associate Directors, The Bertha Foundation, BBC Storyville, RTBF Documentaries, GEO Television, Danmarks Radio
- Société de distribution : Det Danske Filminstitut
- Pays d'origine :  Danemark,  Norvège,  Suède et  Belgique
- Genre : documentaire
- Durée : 128 minutes
- Dates de sortie :
  - Danemark : 7 février 2019
  - Suède : 15 mars 2019
  - Belgique : 3 avril 2019

## Accueil
Le film a reçu un accueil favorable de la critique cinématographique. Il obtient un score moyen de 76 % sur Metacritic.
Ce film a été un des trois finalistes du Prix LUX 2019 du Parlement européen, en vue de stimuler un débat concernant des valeurs et des problèmes sociaux.
À la suite du Festival du film de Sundance 2019 où le documentaire a été en compétition, les médias anglo-saxons ont attaqué la validité du documentaire : « La probabilité qu'ils aient été capables de faire une chose pareille est proche de zéro », commente le docteur sud-africain Salim Abdool Karim, directeur du centre de recherche Caprisa sur le SIDA. Salim Abdool Karim évoque la difficulté à isoler le virus, dans les années 1980-1990. Salim Abdool Karim faisait partie dès 1990 avec son épouse Quarraisha Abdool Karim des équipes en charge de monitorer l'évolution du VIH en Afrique du Sud.
Le New York Times a également mis en doute la crédibilité du principal témoin dans le documentaire, Alexander Jones, vétéran présumé du SAIMR.

## Suite
L'équipe du film a arrangé en 2019 une audition entre Alexander Jones et un délégué de l'ONU portant sur l'existence réelle du SAIMR dans le cadre de l'enquête sur la mort de Dag Hammarskjöld. Ce délégué, qui a étudié d'autres pistes, se dit, à ce stade d'informations, incapable de conclure si le SAIMR existait bien déjà en 1961, et dans l'affirmative, s'il a pu être impliqué dans l'accident d'avion.